# Milan Babić
Milan Babić (în sârbă Милан Бабић, n. 26 februarie 1956, Kukar⁠(d), Croația – d. 5 martie 2006, Haga, Olanda de Sud, Țările de Jos) a fost primul președinte al autoproclamatei Republica Sârbă Krajina (RSK), în funcție în timpul Războiului de Independență al Croației. A fost președinte al RSK în perioada 19 decembrie 1991 – 16 februarie 1992.
După război, a fost inculpat pentru crime de război de către Tribunalul Penal Internațional pentru Fosta Iugoslavie (TPII) în 2004 și a fost primul acuzat care a pledat vinovat și care a încheiat o înțelegere cu procurorii, după care a fost condamnat la 13 ani de închisoare. Babić și-a exprimat „rușinea și remușcarea” într-o declarație publică și a declarat că pledoaria sa era menită să scadă rușinea colectivă a sârbilor din Croația și a cerut „fraților croați să-i ierte pe frații lor sârbi” pentru acțiunile lor.
După ce a fost condamnat în 2004, Babić a fost găsit mort în celula sa din centrul de detenție Scheveningen din Haga în martie 2006, într-o sinucidere aparentă. Conducerea tribunalului nu a putut explica cum s-a întâmplat acest lucru (la fel și decesul de peste două săptămâni al lui Slobodan Milošević) într-o celulă cu supraveghere video.

## Viața timpurie
Milan Babić, fiul lui Božo Babić, s-a născut în 1956 în satul Kukar, lângă orașul Vrlika, în Republica Socialistă Croația, Iugoslavia. În 1981 a absolvit Facultatea de Stomatologie din cadrul Universității din Belgrad și a devenit stomatolog. În 1989, a devenit unul dintre directorii Centrului Medical din Knin, un oraș din sud-vestul Croației locuit în mare parte de sârbi. A intrat în politică în 1990, când Iugoslavia a început să se dezintegreze, părăsind Liga Comuniștilor din Croația (SKH) și aderând la noul partid naționalist sârb numit Partidul Democrat Sârb din Croația (în sârbă Српска демократска Странка/Srpska Demokratska Stranka - СДС/SDS) la 17 februarie 1990. A fost ales președinte al Adunării Municipale din Knin la scurt timp după aceea. În acel moment, sârbii reprezentau aproximativ 12,2% din populația croată, având majoritatea într-o regiune cunoscută sub numele de Krajina de-a lungul frontierei croato-bosniace. Croația s-a îndreptat spre independență ca urmare a alegerii președintelui Franjo Tuđman la sfârșitul anului 1990, independență căreia i-au opus o rezistență puternică minoritățile etnice sârbe care au fost sprijinite politic și militar de către Armata Populară Iugoslavă (JNA) și Republica Socialistă Serbia sub președintele Slobodan Milošević. Naționaliștii sârbi din Krajina au înființat apoi un Consiliu Național Sârb, un organism menit să coordoneze opoziția sârbă față de independența Croației; Babić a fost ales președinte.

## Războiul Croat

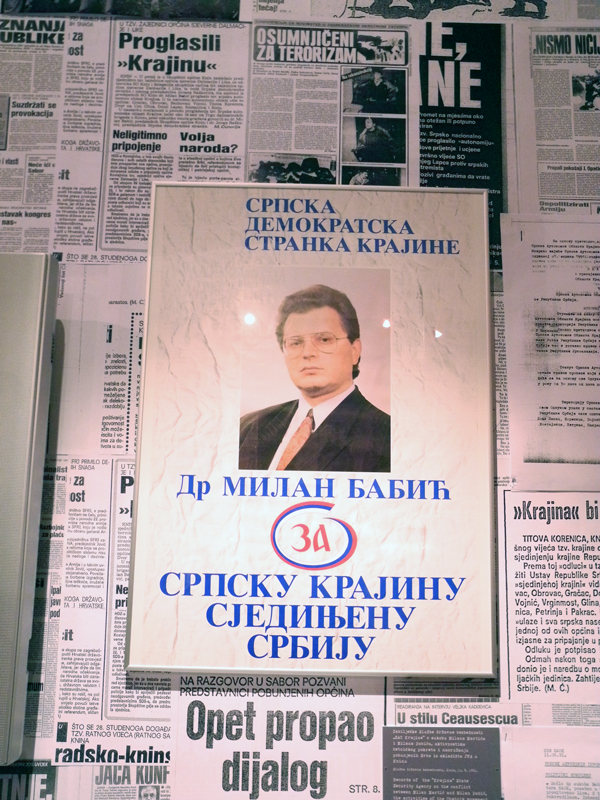
Un afiș electoral al lui Babić. Pe acesta scrie: Pentru o Krajina Sârbă și pentru o Serbie unită.

Sârbii etnici au devenit în curând ostili ideii de a rămâne într-o Croație independentă. După alegerea lui Tuđman, a fost creată prima constituție democratică a Croației, care a retrogradat sârbii etnici la statutul de minoritate în cadrul țării.
În septembrie 1990, a avut loc un referendum în Krajina, care a cerut alegătorilor locali să voteze dacă sunt de acord cu suveranitatea și autonomia sârbilor în Croația. Referendumul a fost favorabil cu o majoritate de voturi de 99,7%. Votul a fost declarat ilegal și nevalabil de către Guvernul Croației. Administrația lui Babić din Knin a anunțat apoi înființarea unei regiuni autonome sârbe, denumită Regiunea Autonomă Sârbă Krajina sau SAO Krajina (Српска аутономна област Крајина), la 21 decembrie 1990. La 1 aprilie 1991, Babić a declarat că Regiunea se va separa de Croația pentru a se alătura Serbiei. Alte comunități dominate de sârbi din estul Croației au anunțat că se vor alătura, de asemenea, Regiunii Autonome Sârbe Krajina.
Babić a fost ales Președinte al Consiliului Executiv al Regiunii Autonome Sârbe Krajina la 30 aprilie și a fost numit ulterior Ministru de Interne și Ministrul Apărării de către Adunarea Națională Sârbă din Krajina. În această calitate, el a înființat o miliție armată care a amplasat baraje rutiere pe teritoriul său, izolând efectiv regiunea sudică de coastă croată Dalmația din restul țării. Confruntările dintre sârbii Krajina și forțele de securitate din Croația au izbucnit aproape imediat după ce Croația și-a declarat independența la 25 iunie, cu zeci de morți.
În august 1991, Babić a luat parte la crime de război descrise ulterior de procurorii TPII ca o „întreprindere criminală comună” pentru a elimina definitiv populațiile non-sârbe de pe teritoriul aflat sub controlul său, scopul final fiind transformarea regiunii într-o nou stat dominat de sârbi. Potrivit procurorilor, principalii lui complici au fost Slobodan Milošević, sârbi din Krajina ca de exemplu Milan Martić, liderul paramilitar sârb Vojislav Šešelj și comandanții armatei iugoslave (JNA), inclusiv generalul Ratko Mladić, în acel moment comandantului forțelor JNA din Croația. Toți au fost acuzați pentru crime de război, iar unii au fost condamnați. Potrivit mărturiei lui Babić în timpul procesului său privind crimele de război, în vara lui 1991, poliția secretă sârbă - sub conducerea lui Milošević - a înființat "o structură paralelă a securității statului, cu poliția din Krajina și unități comandate de securitatea statului din Serbia". A fost lansat un război pe scară largă, în care a fost capturată o suprafață mare de teritorii, aproximativ o treime din Croația, iar populația non-sârbă a fost fie masacrată, fie purificată din punct de vedere etnic. Cea mai mare parte a luptelor a avut loc între august și decembrie 1991. Mai multe mii de persoane au murit și au fost deportați în lupte în Slavonia estică, dar Armata Populară Iugoslavă a fost principalul actor în acea parte a conflictului.
Comunitatea internațională a încercat să rezolve conflictul în noiembrie 1991 cu un plan de pace propus de Trimisul Special al Națiunilor Unite, Cyrus Vance, potrivit căruia Krajina ar fi fost demilitarizată și protejată de o forță de menținere a păcii a ONU, în timp ce ar fi avut loc discuțiile politice privind viitorul ei. Babić s-a opus cu fermitate, în schimb, a redenumit Regiunea Autonomă ca Republica Sârbă Krajina (RSK) la 19 decembrie 1991 (care mai târziu a absorbit zonele deținute de sârbi din estul Croației în februarie 1992). El a cerut Adunării Naționale a sârbilor din Krajina să respingă planul Vance. Cu toate acestea, Milošević nu a fost de acord cu această poziție: obiectivele sale strategice în Croația au fost în mare parte realizate, iar Armata Populară Iugoslavă trebuia să fie trimisă pentru a interveni în războiul din Bosnia și Herțegovina. Babić a fost marginalizat și Planul Vance a fost trecut de Adunarea RSK la 16 februarie 1992. La 26 februarie 1992, Milošević a planificat înlăturarea lui Babić de la putere în favoarea lui Goran Hadžić, o persoană mult mai ascultătoare, despre care se spune că era doar un fel de "mesager al lui Slobodan Milošević".
Deși Babić a rămas activ în politica RSK ca ministru al Afacerilor Externe, în acel moment avea foarte puțină putere politică. Babić a declarat că politica RSK a fost controlată de la Belgrad prin intermediul poliției secrete sârbe; Milošević a negat mai târziu acest lucru, susținând că Babić a făcut  această declarație  „de frică”.
La 3 iulie 1992, într-un articol din The Washington Post s-a afirmat că Milano Babic a fost împușcat într-un atac al gărzilor de corp ale unui lider rival și că se luptă pentru viața sa...
Prăbușirea militară a sârbilor bosniaci în iulie-august 1995 l-a propulsat pe Babić în funcția de prim-ministru al RSK, dar a fost în această funcție doar câteva săptămâni. La începutul lunii august 1995, Guvernul Croației a lansat Operațiunea Furtuna pentru a recâștiga controlul croat asupra întreagului teritoriu RSK (cu excepția unei fâșii de teren din estul Slavoniei, care a rămas sub controlul Serbiei până în 1998). Babić a fugit în Serbia împreună cu întreaga conducere a RSK și cu 200.000 de refugiați sârbi din regiune (majoritatea populației sârbe din Krajina). Se spune că s-a retras la o fermă de pui din Voivodina.

## Procesul TPII și înțelegerea cu procurorii
În decembrie 2002, Babić a fost dezvăluit în mod neașteptat ca fiind martor împotriva lui Slobodan Milošević ca parte a înțelegerii sale cu procurorii, mărturisind în fața TPII că Milošević a fost personal implicat în războiul din Croația. În noiembrie 2003, a fost acuzat de cinci infracțiuni împotriva umanității și încălcări ale legilor și obiceiurilor de război. Deși nu a prezentat niciun motiv, el a pledat vinovat, la 27 ianuarie 2004, la un număr de crime împotriva umanității, într-o înțelegere aparentă cu procurorii TPII, în care restul acuzațiilor au fost suspendate. El și-a exprimat "rușinea și remușcarea" într-o declarație publică și a declarat că a acționat astfel pentru a micșora rușinea colectivă a sârbilor croați, cerând  "fraților croați să-i ierte pe frații lor sârbi" pentru acțiunile lor. Confesiunea sa față de acuzația de crime împotriva umanității, a marcat o victorie majoră pentru procurorii TPII, deoarece, înainte de moartea sa, Babić a fost singurul participant la războiul croat care și-a recunoscut vina. Mărturia lui a fost de mare importanță pentru urmărirea penală a lui Milošević și acuzarea sa ca principalul actor în "întreprinderea infracțională comună" din Croația.
În propriul său proces, Babić a făcut o mărturie care a fost folosită pentru acuzarea lui Milošević. Babić a apărut, de asemenea, la procesul lui Milošević pentru a oferi dovezi. Milošević a negat că l-a susținut pe Babić prin citarea transcrierilor telefonului său, unde a făcut referire la Babić ca la "un idiot", "spumă obișnuită" și "vagabond al lui Tudjman".
În iunie 2004, Babić a fost condamnat la 13 ani de închisoare, după ce instanța a respins recomandarea procurorilor pentru o sentință de 11 ani. Curtea a constatat că, în timp ce "Babić nu a fost principalul responsabil, ...  Babić a ales să rămână la putere și a oferit un sprijin semnificativ persecuțiilor". Babić a fost trimis într-un loc secret din Marea Britanie pentru a-și executa sentința, lucru care a fost o acțiune fără precedent din partea instanței. Aceasta a dus la speculații că Babić ar fi primit un tratament privilegiat în schimbul mărturiei sale împotriva altor inculpați. Justificarea oficială dată pentru faptul că nu a fost dezvăluit locul detenției lui Babić a fost preocuparea pentru siguranța sa față de persoanele împotriva cărora a depus mărturie.
Liderii sârbi și comandanții sârbi care l-au acuzat pe Babić pentru crime de război din Croația, în timpul procesului său de la Haga, au fost Slobodan Milošević, Milan Martić, Jovica Stanišić, Franko Simatović și Momčilo Krajišnik.

## Decesul
Milan Babić a fost găsit mort după ce s-a relatat că s-a sinucis la 5 martie 2006 în unitatea de detenție a Tribunalului de la Haga, Olanda, în perioada când acesta aducea probe împotriva lui Milan Martić, succesorul său în calitate de președinte al RSK. The New York Times a relatat că Babić s-a spânzurat "folosind propria curea de piele."
Vojislav Šešelj, liderul Partidului Radical Sârb (SRS) și coleg de detenție al lui Babić, a susținut că a contribuit la sinuciderea lui Babić "făcându-i viața grea". Šešelj a mai adăugat că procurorii TPII i-au promis inițial lui Babić că nu vor face plângere împotriva sa dacă va fi de acord să depună mărturie împotriva colegilor sârbi. Acuzațiile  au fost aduse oricum (de către Curtea TPII).
Conducerea tribunalului nu a putut explica cum s-a întâmplat acest lucru (dar și decesul lui Slobodan Milošević) într-o celulă cu supraveghere video.

## Legături externe
- Tribunalul Penal Internațional pentru Fosta Iugoslavie - Acuzația inițială a lui Milan Babić  la Wayback Machine (archived 28 d.Hr.)
- Comunicat de presă al Tribunalului Penal Internațional pentru Fosta Iugoslavie care confirmă moartea lui Babić  la Wayback Machine (archived 22 d.Hr.)
- Sentința  Tribunalului Penal Internațional pentru Fosta Iugoslavie la Wayback Machine (archived 10 d.Hr.)
- Milan Babic a decis pentru el însuși, Večernje Novosti. Adus la 6  martie 2006. Accesat la 30 martie 2019
- ru  A. Samigullina -  Acuzatorul lui Milosevic s-a sinucis Arhivat în 12 martie 2009, la Wayback Machine.